# Diana Kirkbride
Diana Victoria Warcup Kirkbride-Helbæk (* 22. Oktober 1915; † 13. August 1997 in Aarhus) war eine britische Archäologin, die auf die Urgeschichte des Nahen Ostens spezialisiert war.

## Leben
Kirkbride besuchte die Wycombe Abbey School in High Wycombe und diente im Zweiten Weltkrieg beim Women’s Royal Naval Service. Sie studierte am University College London Ägyptologie und schloss das Studium 1950 erfolgreich ab. Anschließend spezialisierte sie sich auf die Archäologie Mesopotamiens und Palästinas. Ihre Lehrer waren Sir Max Mallowan und Dame Kathleen Kenyon. Zwischen 1952 und 1955 nahm Kirkbride an Ausgrabungen in Jericho teil, die sie für Kenyon leitete. 1953 begann sie auch mit Feldforschung in Jordanien, darunter die Rekonstruktion des Theaters von Jerash. Außerdem war sie an den Ausgrabungen in Petra im Jahr 1956 beteiligt. Während ihrer Studien zur Altsteinzeit und zur Jungsteinzeit in der Region entdeckte sie die Fundstelle Wadi Madamagh und machte Ausgrabungen in Ard Tlaili im Libanon. Sie entdeckte außerdem den jungsteinzeitlichen Fundplatz bei Beidha, wo sie die Ausgrabungen für die British School of Archaeology in Jerusalem von 1958 bis 1967 leitete. Ihre Ausgrabungen in Beidha erwiesen sich als wegweisend, weil sie erstmals anhand der Fundstätte ein neolithisches Dorf in der Region als Ganzes rekonstruieren ließen und so wertvolle Hinweise auf das Dorfleben in der Wüste lieferten.
Während dieser Arbeit lernte sie den dänischen Paläobotaniker Hans Helbæk kennen, den sie Ende der 1960er Jahre heiratete. 1970 wurde Kirkbride Direktorin der British School of Archaeology im Irak. Bis in die 1970er Jahre arbeitete sie im Irak, wo sie die jungsteinzeitliche Fundstelle Umm Dabaghiyah freilegte. Nachdem ihr Mann in den späten 1970ern einem Schlaganfall erlegen war, ging sie für Grabungsarbeiten bis 1983 zurück nach Beidha und arbeitete dann zu Veröffentlichungen ihrer Ausgrabungen in Beidha und Umm Dabaghiyah. In den 1990er Jahren wollte sie mit Ausgrabungen eines nabatäischen Tempels in Wadi Rum beginnen, starb aber kurz nach der Finanzierungszusage im August 1997 im dänischen Aarhus.
Kirkbride war Fellow des Oxford University’s Gerald Avery Wainwright Fellowship in Archäologie des Nahen Ostens und der Society of Antiquaries of London.

## Schriften
Kirkbride publizierte mehr als 60 Schriften zur Archäologie des Nahen Ostens. Darunter:
- A Brief Report on the Pre-Pottery Flint Cultures of Jericho. In: Palestine Exploration Quarterly. Band 92, Nr. 2, 1960, S. 114–119, doi:10.1179/peq.1960.92.2.114.
- mit Dorothy Garrod: Excavation of the Abri Zumoffen, a paleolithic rock-shelter near Adlun, South Lebanon, 1958. In: Bulletin du Musée de Beyrouth. Band 16, 1961, S. 7–45, (Auch als Sonderabdruck. Beirut 1961).
- Scarabs. In: Kathleen M. Kenyon: Excavations at Jericho. Band 2: The Tombs excavated in 1955–8. British School of Archaeology, Jerusalem 1965, S. 580–655.
- Five seasons at the pre-pottery neolithic village of Beidha in Jordan. In: Palestine Exploration Quarterly. Band 98, Nr. 1, 1966, S. 8–72, doi:10.1179/peq.1966.98.1.8.
- Early Byblos and the Beqa’a. In: Mélanges de l’Université Saint Joseph. Band 45, Nr. 3, 1969, S. 46–60
- Umm Dabaghiyah 1971: A Preliminary Report. An Early Ceramic Farming Settlement in Marginal North Central Jazira, Iraq. In: Iraq. Band 34, Nr. 1, 1972, S. 3–15, doi:10.2307/4199926.
- Umm Dabaghiyah 1972: A Second Preliminary Report. In: Iraq. Band 35, Nr. 1, 1973, S. 1–7, doi:10.2307/4199947.
- Umm Dabaghiyah 1973: A third preliminary report. In: Iraq. Band 35, Nr. 2, 1973, S. 205–209, doi:10.2307/4199965.
- Umm Dabaghiyah: A Trading Outpost? In: Iraq. Band 36, Nr. 1/2, 1974, S. 85–92, doi:10.2307/4199976.
- Umm Dabaghiyah: A Fourth Preliminary Report. In: Iraq. Band 37, Nr. 1, 1975, S. 3–10, doi:10.2307/4199999.
- Umm Dabaghiyah. In: John Curtis (Hrsg.): Fifty Years of Mesopotamian Discovery. The work of the British School of Archaeology in Iraq. 1932–1982. The British School of Archaeology in Iraq, London 1982, ISBN 0-903472-05-8, S. 11–21.